# Grythyttan Stålmöbler
Grythyttan Stålmöbler är ett möbelföretag som grundades 1895 av smeden Karl Lindqvist i Grythyttan i Hällefors kommun i Västmanland. Till en början tillverkades hästskor. Sonen Artur Lindqvist tog sedermera över företaget och inriktade sig framför allt på tillverkning av trädgårdsmöbler. Han influerades av funktionalismen och till Stockholmsutställningen 1930 presenterade han den klassiska trädgårdsstolen A2-fåtöljen som blev grunden för den populära  Klassiker-serien som innehåller bland annat A2, stol 1 och bordet B31. Andra produkter från företaget är till exempel stolen High Tech som ritades av Nisse Strinning 1985. Bolaget har även på senare tid släppt nya serier med till exempel Jonas Bohlin - Akleja och Libelle tillsammans med norska designern Andreas Engesvik.
En milstolpe i företagets historia kom år 1930 när Grythyttan Stålmöbler debuterade med den klassiska trädgårdsstolen "A2-fåtöljen" på Stockholmsutställningen. Serien som byggde på funktionalismens principer kom att definiera företagets estetik.